# Nicolas Surcouf
Nicolas Surcouf (1770-1848) est un corsaire et armateur français et malouin du XVIIIe siècle. Il est notamment le frère aîné du célèbre Robert Surcouf, et s'il est moins célèbre que ce dernier, il se sera montré pourtant tout aussi intrépide.

## Le frère du grand Robert
Nicolas Surcouf a grandi à l'ombre de son frère Robert, immensément célèbre très jeune notamment après l'abordage réussi d'un navire anglais trois fois mieux armé. Nicolas, tout aussi intrépide, resta très longtemps aux côtés de son frère, et sera d'ailleurs le second de Robert durant près de quinze ans, contribuant à ses succès maritimes et commerciaux. 
Les deux frères sont en effet responsables de la prise de nombreux navires ennemis dans le monde entier et quel que soit le régime politique du moment. Après la chute de l'empire cependant, au début d'une époque plus calme, Nicolas Surcouf réaménage des navires pour les destiner à la pêche à Terre-Neuve, activité qui perpétuera la fortune de la ville de Saint-Malo à cette époque comme les corsaires l'auront fait auparavant. Le métier d'armateur fonctionne bien et représente une seconde grande réussite dans sa vie de marin.
Nicolas Surcouf fut le propriétaire du manoir de la Giclais à Saint-Malo à partir de 1807, une malouinière typique des armateurs de la ville, et que ses descendants possèdent encore. Plusieurs milliers de documents de 1798 à 1840 y furent récemment retrouvés et auront apporté de nombreux éclairages quant à son passé d'armateur, ignoré jusque-là, ainsi que sur différents aspects de la pêche et du métier d'armateur à cette époque. Les documents sont tous disponibles et consultables aux archives municipales de la ville de Saint-Malo.